# Chad Morgan (actrice)
Chad Morgan (Atlanta, 21 september 1973) is een Amerikaanse actrice en stemactrice.

## Carrière
Morgan begon in 1995 met acteren in de televisieserie Weird Science, waarna zij nog meerdere rollen speelde in televisieseries en films.
Morgan is vooral bekend van haar werk als stemactrice in de animatieserie Robot Chicken waar zij talloze stemmen heeft ingesproken. Zij verleend haar stem in deze serie voornamelijk voor beroemdheden, zoals voor Hillary Clinton, Cameron Diaz, Paris Hilton, Ashley Olsen, J.K. Rowling, Christina Aguilera en vele anderen.

## Filmografie

### Films
Uitgezonderd korte films.
- 2015 The Grace of Jake - als Sheila
- 2014 The Purge: Anarchy - als Janice
- 2014 Parts Per Billion - als moeder in de toekomst
- 2004 Helter Skelter - als Suzanne LaBianca
- 2001 Close to Home - als Celeste
- 2001 Pearl Harbor - als verpleegster op Pearl Harbor
- 2000 Picnic - als Millie Owens
- 1999 Kilroy - als Jane
- 1998 Whatever - als Brenda Talbot
- 1996 The War at Home - als klerk busstation
- 1996 Co-ed Call Girl - als Tracy

### Televisieseries
Uitgezonderd eenmalige gastrollen.
- 2005-2009 Robot Chicken - als diverse stemmen van beroemdheden - 25 afl.
- 2005 Wanted - als Dana Fontana - 2 afl.
- 2004 The Guardian - als Emily Bernsley - 3 afl.
- 2000-2004 The District - als Beth Mannion - 7 afl.
- 2002 Taken - als Becky Clarke als volwassen - 4 afl.
- 1999 Boy Meets World - als Dana - 2 afl.